# Маргарян, Ованес Айкович
Ованес Айкович Маргаря́н (арм. Հովհաննես Հայկի Մարգարյան, 21 мая 1964, Гюмри) — армянский политический и государственный деятель.

## Биография
В 1985 году окончил Ленинаканский филиал Ереванского политехнического института; в 1993 — аспирантуру Сергиево-Посадского всероссийского НИИ Московской области (РФ) по специальности «Инженер пищевой промышленности». Инженер-исследователь, кандидат сельскохозяйственных наук.
В 1986—1987 пеоходил службу в Советской армии.
После армии два года работал инженером, заведующим котельной на птицеводческой фабрике с. Баяндур Ахурянского района,
затем, в 1989—1990 годах, работал ведущим инженером-теплотехником на Ленинаканском заводе шлифовальных станков.
С 1994 гофа — директор Гюмрийской кондитерской фабрики. С 1996 года избран председателем ОАО «Кондитерская фабрика» Гюмри.
В 2002 году избран членом муниципального совета Гюмри.
5 мая 2003 года избран депутатом парламента. Член постоянной комиссии по государственно-правовым вопросам. Член партии «Оринац Еркир».